# Vicenç Llorca i Berrocal
Vicenç Llorca i Berrocal (Barcelona, 23 de gener de 1965) és un escriptor i traductor català i catedràtic d'ensenyament secundari.
Vicenç Llorca és llicenciat Filosofia i Lletres per la Universitat Autònoma de Barcelona, on posteriorment va fer un màster de Literatura Catalana. El 2015 es va doctorar en Comunicació Social a la Universitat Pompeu Fabra amb la tesi Sota el signe de l'Odissea. El viaggio in Italia del cinema modern: de Rossellini a El menyspreu.
Va començar a escriure als catorze anys en revistes escolars i literàries, i en la dècada de 1980 va obtenir els seus primers premis literaris. És autor d'una trentena de títols que abracen els gèneres de la poesia, l'assaig i la novel·la, i ha publicat nombrosos articles sobre cultura i literatura. Llorca es defineix «com un humanista del segle xxi, és a dir, una persona que intenta fer de la paraula literària i l'amor a la cultura una eina per fer créixer la llibertat i la sensibilitat humanes en el món».
Entre els anys 1991 i 1996 va ser secretari de l'Associació d'Escriptors en Llengua Catalana (1991-1996) i membre de la Junta de l'European Writers' Council (1994-1996). També va col·laborar en l'impuls de la societat de gestió CEDRO. Tot això li ha permès col·laborar en la defensa dels drets professionals i morals dels escriptors. De 1996 fins a 2004 va dedicar-se a la gestió cultural en el Departament de Cultura de la Generalitat de Catalunya.
Col·laborador habitual en premsa i mitjans de comunicació, com a crític i columnista ha publicat en diaris i revistes com ara La Vanguardia, Avui, El Punt, El País, Diari de Barcelona, El Sol, El Temps, Serra d'Or, Lletra de Canvi, Leer, Cultura o Faig.

## Obres
Poesia
- Miscel·lània-6. Antologia, Editorial Laertes, Barcelona, 1984. Pròleg de Màrius Sampere
- La pèrdua, Columna Edicions, Barcelona, 1987. Pròleg de Jaume Vidal Alcover
- Places de mans, Edicions 62, Barcelona,1989 (Premi Salvador Espriu de poesia jove, 1988). Pròleg d'Antoni Marí
- L'amic desert, Edicions 62, Barcelona, 1992 (Premi Ausiàs March de poesia, 1991). Pròleg de Xavier Pérez Torío
- Atles d'aigua, 3i4, València, 1995 (Premi Vicent Andrés Estellés de poesia, 1995). Pròleg de Xulio Ricardo Trigo
- Cel subtil, La Magrana, Barcelona, 1999. Pròleg de Josep Romeu i Figueras
- Paraula del món: antologia 1983-2003, 3i4, València, 2004. Pròleg de Susanna Rafart
- Ciutats del vers, Perifèric Edicions, València, 2005 (Premi Benvingut Oliver 2004)
- De les criatures més belles, Edicions Proa, Barcelona, 2006. Pròleg de Màrius Sampere
- L'últim nord, Edicions Bromera, Alzira, 2008 (Premi Vicent Andrés Estellés de Burjassot, 2007)
- Les places d'Ulisses: poesia reunida (1984-2009), Òmicron, Badalona, 2010. Pròleg de l'autor. Epíleg de Xavier Peréz Torío
- Calendari d'instints, 3i4, València, 2014. Pròleg de Francesc Parcerisas. Epíleg de Jordi Pàmias
- Cos de poderosa llum, Meteora, Barcelona, 2019. Pròleg d'Antoni Vidal Ferrando
- La frase immutable. Poemes escollits (1987-2019), Quaderns de la Font del Cargol/Cossetània, Premià de Dalt, 2019. Pròleg de Josep Maria Ripoll. Epíleg d'Àngels Gregori
- Cent poemes. Antologia 1984-2023, Base Editorial, Barcelona, 2023. Pròlegs de Montse Rubinat i de l'autor.
- La llum mirada, Perifèric Edicions, València, 2023 (Premi Manel Garcia Grau. Universitat Jaume I de Castelló). Pròleg de Miquel-Lluís Muntané. Premi de Crítica Serra d'Or de Poesia 2024

Novel·la
- Tot el soroll del món, Columna Edicions, 2011
- Aquell antic missatge de l'amor, Columna Edicions, 2018
- Simfonia de tardor, Columna Edicions, 2021

Narrativa
- En absència de l'àngel, Columna Edicions, 2000
- "Camins de Verdaguer", dins Els camins escrits del Pirineu, Editorial Salòria, 2022
- "Un jardí vora el mar", dins Escrit al Maresme, Quaderns de la Font del Cargol/Cossetània, 2022

Assaig i estudis literaris
- Màrius Sampere: assaig de revisió del realisme històric, Columna Edicions, 1989
- Salvar-se en la paraula: introducció a la novel·lística de Miquel Àngel Riera, Edicions 62, 1995. Premi d'assaig Joaquim Xirau 1994
- L'entusiasme reflexiu, La Magrana, 1997. Pròleg de Sebastià Alzamora
- Panorama de la literatura catalana (amb Isidor Cònsul, Alexandre Broch i Huesa), 1998
- Construir la transparència. Antologia de l'obra poètica de Miquel-Lluís Muntané, Témenos Edicions, 2018
- Entenguem-nos per amor. Assaigs lírics sobre el Llibre d'amic e amat de Ramon Llull, Editorial Barcino, 2025

Manuals de llibre de text
- Literatura universal (Matèries Variables Tipificades), amb Susanna Rafart, Editorial Castellnou, 1999
- Literatura universal (Batxillerat. Matèria de modalitat), amb Susanna Rafart, Editorial Castellnou, 2008

Biografies
- Petita història de Josep Maria de Sagarra, Editorial Mediterrània, 1994
- Enric Monjo. La realitat de la figura, Editorial Lunwerg, 2006

Descripció i viatges
- Quadres colomencs, 1986
- Places de Catalunya, Editorial Lunwerg, 2003

Investigació i divulgació
- Història dels ulls: la pintura de J.M. Puigmartí, 1996

Traduccions
- La terra que parla de Jean Craighead George, Alfaguara, 1988.
- Reflexos en un ull daurat de Carson McCullers, Columna Edicions, 1991.
- Diari 1942-1945 (selecció) de Jean Cocteau, Edicions 62, 1994.
- Poemes & Híbrids de Bernardo Atxaga, Edicions Bromera, 1994.

Musicacions
- Cel subtil, amb Xavier Baulies, DiscMedi, Barcelona, 2003.
- Silenci i port, amb Salvador Pané, Bad Cat, Barcelona, 2017.